# Léčitel (divadelní hra)

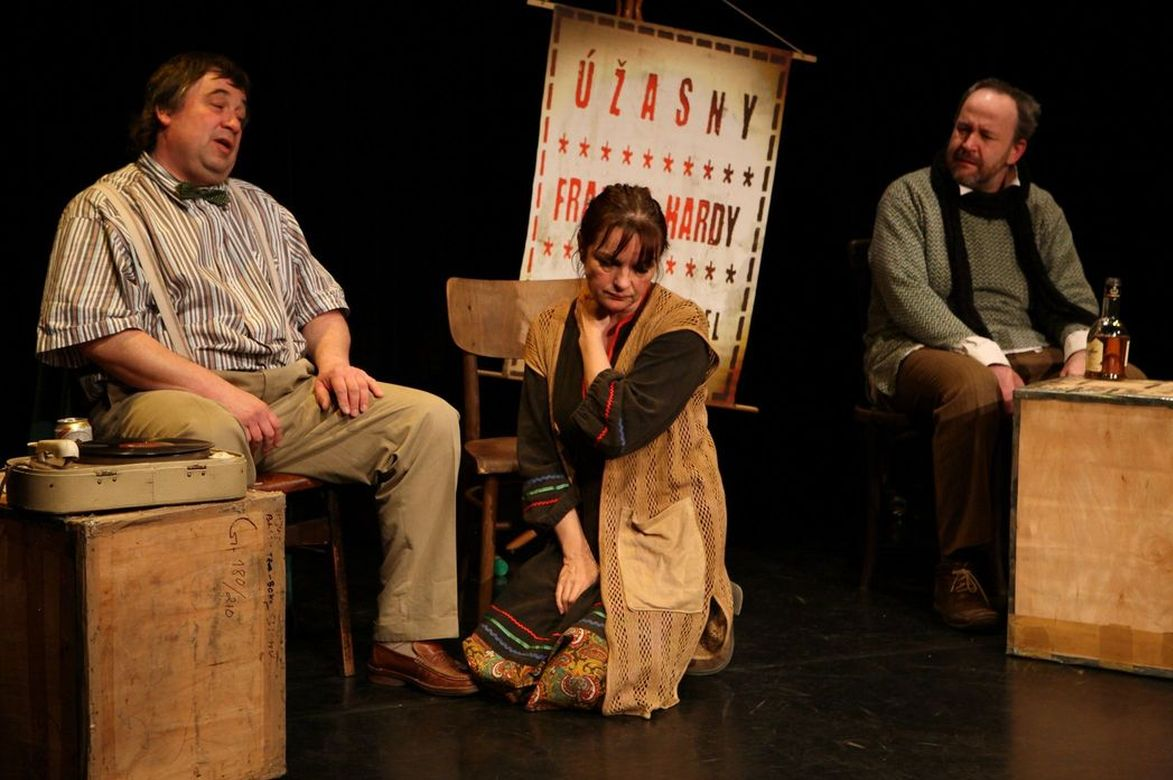
Z inscenace dramatu "Léčitel" Briana Friela souboru Divadlo SoLiTEAter

Léčitel (orig. Faith Healer, 1979) je drama irského autora Briana Friela.
Fascinující hra o hledání jistot, ztrátě i o naději napsaná formou čtyř po sobě jdoucích monologů hlavních postav vypráví příběh Francise (Franka) Hardyho, potulného léčitele, který se poté, co absolvoval úmorné štace ve Skotsku a Walesu, vrací do rodného Irska, aby zde načerpal nové síly. Doprovází jej manželka Grace, která jeho géniovi obětovala zázemí rodiny z vyšších vrstev a své společenské postavení, a šupácký, ošuntělý agent showbyznysu Teddy, který tuto dvojici na cestách nikdy neopouští, aniž by sám věděl proč. Prostřednictvím těchto postav divák poznává rezonující metaforu vzájemných lidských pout a ochoty přijmout zodpovědnost za vlastní konání.
Do češtiny hru přeložila Ester Žantovská a v roce 2012 ji v české premiéře v ojedinělé trojprodukci uvedla divadla Divadelní spolek Kašpar, Činoherní studio Ústí nad Labem a Divadlo Petra Bezruče s Jakubem Špalkem v hlavní roli potulného léčitele Franka Hardyho, Markétou Harokovou jako jeho nešťastnou ženou Grace a Matúšem Bukovčanem jako Frankovým agentem Teddym. Hra si v roce 2014 našla cestu i na česká amatérská jeviště díky souboru Divadlo SoLiTEAter.